# Queen Anne's Revenge
O Queen Anne's Revenge (em português, "Vingança da Rainha Ana") foi um navio-almirante britânico que pertenceu ao pirata Barba Negra, capitaneado por ele por menos de um ano, mas que lhe foi um grande instrumento na construção de sua notoriedade após sua morte.
Em 1718, pouco antes da última batalha de sua vida, Barba Negra encalhou o navio em Beaufort Inlet, no Condado de Carteret, no estado americano da Carolina do Norte.
No final de 1996, a Intersal, uma empresa privada que trabalha para o estado da Carolina do Norte com recuperação de marinha, descobriu os resquícios de um navio que acreditava-se ser o Vingança da Rainha Ana.
Em 2011, o Departamento de Recursos Culturais da Carolina do Norte, em uma expedição no local, encontrou até o momento doze canhões pertencentes ao navio, junto a outros objetos como um copo de cristal, correntes e artefatos ligados ao sistema de velames do navio. A expedição terminou no ano de 2013.

## História
O navio de 600 toneladas, originalmente chamado de Concord, foi uma fragata construída na Inglaterra em 1710. Foi capturada um ano depois pela França.
O navio foi modificado para suportar mais carga, incluindo escravos, e teve seu nome modificado para La Concorde de Nantes.
Velejando como um navio negreiro, foi capturada pelo capitão pirata Benjamin Hornigold em 28 de novembro de 1717, perto da ilha de Martinica. Hornigold fez que Edward Teach (mais tarde conhecido como Barba Negra), um de seus homens, se tornasse o capitão do navio. O imediato de Teach, Christopher Blackwood (conhecido como Garra do Barba Negra), também era temido.
Barba fez de La Concorde um navio-almirante, acrescentando-lhe 40 canhões e lhe dando o nome de Queen Anne's Revenge (Vingança da Rainha Ana). O nome pode ter advindo da Guerra da Sucessão Espanhola, conhecido na América como Guerra da Rainha Ana, na qual Barba Negra serviu na Marinha Real, ou de uma possível simpatia que o pirata nutria pela rainha Ana da Grã-Bretanha, a última monarca da dinastia Stuart. Barba Negra navegou com esse navio na costa oeste da África para o Caribe, atacando navios mercantes britânicos, holandeses e portugueses ao longo do caminho.
Pouco depois de bloquear o porto de Charleston (Carolina do Sul) em maio de 1718, e se recusar a aceitar o perdão do governador, Barba Negra encalhou o Vingança da Rainha Ana ao entrar na baía de Beaufort Inlet. Ele escapou através da transferência de suprimentos a um navio menor, o Adventure. Vários membros da tripulação ficaram em uma pequena ilha próxima, onde foram mais tarde resgatados pelo capitão Stede Bonnet. Alguns sugerem que Barba Negra deliberadamente encalhou o navio como uma desculpa para dispersar a tripulação. Pouco tempo depois, Barba Negra se entregou e aceitou o perdão real para si e seus tripulantes restantes do governador Charles Eden em Bath (Carolina do Norte). No entanto, ele acabou retornando para a pirataria e foi morto em combate. O navio foi recuperado por um pirata até agora desconhecido; porém, este só o teria comandado por dois anos. O navio afundou na Carolina do Norte durante sua última batalha.